# C20H22N2O
化学式C20H22N2O（摩尔质量：306.41 g/mol）可以指：
- 喹螨醚，CAS号：120928-09-8
- 蕊木酮，CAS号：6662-83-5

|  | 这个同类索引页列出了具有相同分子式的化学物（即同分異構體）条目。 除非您是有意链接至本页，否则应将相应条目的内部链接指向正确的条目。 |